# Carrión de Calatrava
Pour les articles homonymes, voir Carrion et Calatrava.
Carrión de Calatrava est une commune d'Espagne de la province de Ciudad Real dans la communauté autonome de Castille-La Manche. C'est sur son territoire que se trouve le site médiéval de Calatrava la Vieja, siège de l'Ordre de Calatrava.

## Géographie
Carrión de Calatrava est située à 10 km au nord-est de Ciudad Real.

## Administration
| Période                                  | Période | Identité | Étiquette | Qualité |
| ---------------------------------------- | ------- | -------- | --------- | ------- |
|                                          |         |          |           |         |
| Les données manquantes sont à compléter. |         |          |           |         |

## Personnalité liée à la commune
- Jesús Hita (1900-1936), religieux marianiste, martyr et bienheureux, mort à Carrión de Calatrava le 25 septembre 1936.